# Incendio di Buncefield
L'incendio di Buncefield fu una serie di incendi provocati da diverse esplosioni verificatesi tra l'11 e il 13 dicembre 2005 presso un deposito petrolifero di Hemel Hempstead, nell'Hertfordshire in Regno Unito. Il terminal era il quinto deposito di carburanti nel Regno Unito come capienza, con una capacità di circa 270 milioni di litri di carburante.
La prima e più potente esplosione è avvenuta alle 06:01 UTC vicino al serbatoio 912, sono seguite ulteriori esplosioni che complessivamente hanno abbattuto 20 grandi serbatoi di stoccaggio. I servizi di emergenza hanno segnalato l'emergenza alle 06:08 e sono iniziate le attività per contrastare l'incendio. L'esplosione è stata causata dall'innesco di una miscela aria-carburante, generata da una nuvola di vapori prodotta dalla fuoriuscita di combustibile, che è evaporato. Il British Geological Survey ha monitorato l'evento, registrando un valore di 2,4 gradi sulla scala Richter. Le notizie riportate descrivono l'incidente come il più grande del suo genere in Europa in tempo di pace, è certamente la più grande esplosione del genere nel Regno Unito dal disastro di Flixborough del 1974. Le fiamme si estinsero nel pomeriggio del 13 dicembre 2005. Tuttavia, un serbatoio di stoccaggio si riaccese quella sera e i pompieri lo lasciarono bruciare anziché tentare di estinguerlo nuovamente.
La Health Protection Agency e il Major Incident Investigation Board hanno pubblicato raccomandazioni su come prevenire simili incidenti in futuro. La necessità primaria è che siano messe in atto misure di sicurezza per impedire sversamenti di carburante dai serbatoi in cui è stoccato. Sono necessarie ulteriori misure di sicurezza nel caso in cui il carburante fuoriesca, principalmente per evitare la formazione di nubi di vapore infiammabile e per impedire l'inquinamento dell'ambiente.

## Incidente

### Esplosione e fuoco

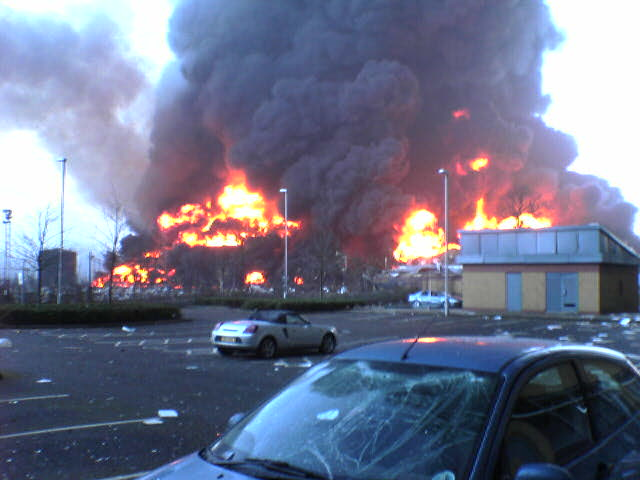
Il fuoco visto da un punto di osservazione tra gli edifici della Northgate e della 3Com Corporation. Notare il parabrezza rotto e il lunotto posteriore del veicolo in primo piano.

La prima e più potente esplosione è avvenuta alle 06:01 UTC di domenica 11 dicembre 2005 presso il serbatoio 912. Seguirono ulteriori esplosioni che alla fine travolsero 20 grandi serbatoi di stoccaggio. È ampiamente considerata un'esplosione di una nube di vapori non confinata di intensità insolitamente elevata, paragonabile ad una bomba termobarica. A causa dell'inversione termica, le esplosioni furono udite fino a 200 km di distanza, segnalazioni sono arrivate dal Belgio, Francia e Paesi Bassi.
Il British Geological Survey registrò una scossa di 2,4 gradi sulla scala Richter. Testimonianze raccontano di persone svegliate nel sud di Londra e ad ovest di Wokingham, a circa 45 km. Successive esplosioni si sono verificate alle 06:27 e alle 06:28.
Testimoni a molti chilometri dal terminal osservarono fiamme altissime. La nuvola di fumo era visibile dallo spazio. I danni provocati dalle esplosioni includevano finestre rotte in vari edifici, tra cui la chiesa della Holy Trinity e la Leverstock Green School, porte distrutte o deformate e un intero muro abbattuto presso un deposito a circa 800 m dal sito. Anche gli edifici nella vicina Saint Albans subirono danni. La Townsend School subì gravi danni a causa dell'esplosione e una finestra fu divelta dall'abbazia di St Albans (a circa 8 km di distanza).
Numerosi edifici circostanti furono gravemente danneggiati con quasi tutte le finestre distrutte dall'onda d'urto. Il particolare momento, precedente all'avvio della giornata lavorativa, ha probabilmente evitato molte più perdite. Resoconti riportano di auto nelle strade vicine che hanno preso fuoco. Il tetto di almeno un'abitazione fu distrutto. Gli edifici nelle vicinanze furono evacuati dalla polizia a causa del fumo, della possibilità di ulteriori esplosioni e, in alcuni casi, per danni strutturali agli edifici.
Vi furono 43 feriti, tra cui due particolarmente gravi per cui fu necessario il ricovero in ospedale. Alcuni resoconti iniziali parlarono di 8 decessi, ma si trattò solo di dispersi poi ritrovati.

### Lotta all'incendio

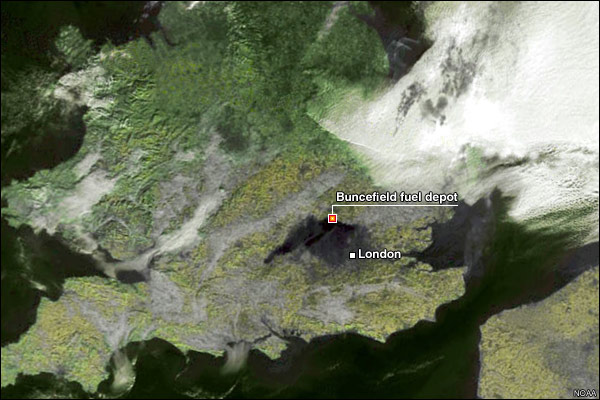
Questa foto satellitare mostra il fumo nero dell'esplosione che si diffonde in due flussi principali dal sito di esplosione mostrato dal punto arancione. Quando il fuoco fu spento, il fumo aveva raggiunto la Manica.

I servizi di emergenza segnalarono una grave emergenza alle 06:08 ed organizzarono una grande operazione antincendio. Nel culmine della lotta, erano presenti 25 autopompe, 20 veicoli di supporto e 180 vigili del fuoco. L'incidente era avvenuto in prossimità dello svincolo 8 dell'autostrada M1, rendendo necessaria la sua chiusura e la creazione di un'area di interdizione.
Circa 150 pompieri furono immediatamente chiamati sul posto e iniziarono ad affrontare l'incendio alle 08:20 la mattina del 11 dicembre, mettendo in atto prima misure di contenimento e poi spargendo grandi quantità di schiuma fatta arrivare da tutto il paese. I piani prevedevano di spargere la schiuma a partire dalla mezzanotte del 11 dicembre ma si è preferito attendere per non inquinare i corsi d'acqua e le fonti idriche sotterranee. Sei pompe ad alto volume furono utilizzate per estrarre 25000 litri di acqua al minuto, 417 litri al secondo da un serbatoio a 2 km dall'incendio, con altre sei pompe ad alto volume dispiegate in varie posizioni per servire da rilancio. Trentaduemila litri di schiuma antincendio al minuto sono stati diretti contro l'incendio per poco più di quattro ore, dopo di che è stata ridotta la velocità di pompaggio. La metà dei 20 incendi furono estinti entro mezzogiorno.
Alle 16:30 di lunedì 12 dicembre fu annunciato che altri due serbatoi erano stati spenti, ma che uno dei serbatoi spenti in precedenza era collassato riprendendo fuoco e minacciando di provocare l'esplosione di un serbatoio adiacente. Si decise perciò, nuovamente, la chiusura dell'autostrada M1; l'area di interdizione fu ampliata e i vigili del fuoco furono temporaneamente ritirati fino a quando non fu possibile valutare il rischio rappresentato dal serbatoio minacciato.
Le operazioni antincendio furono riprese alle 20:00 circa con l'obiettivo di estinguere l'incendio durante la notte. Ulteriori danni si verificarono ad uno dei serbatoi di stoccaggio nelle prime ore di martedì mattina, costringendo ancora alla ritirata dei vigili del fuoco. Le operazioni ripresero alle 08:30. A mezzogiorno del 13 dicembre tutti gli incendi, tranne tre, erano stati spenti, sebbene il serbatoio più grande fosse ancora in fiamme.
I vigili del fuoco prevedevano di estinguere gli incendi rimanenti durante la giornata di martedì 13 dicembre. Il pennacchio di fumo si era notevolmente ridotto. Fu annunciato alle 16:45 che tutti gli incendi dei serbatoi erano stati estinti anche se alcuni incendi minori persistevano. Un ulteriore incendio scoppiò la mattina presto del 14 dicembre. Le autorità valutarono che tentare di estinguerlo avrebbe comportato il rischio di innesco dei vapori di carburante e che fosse preferibile confinare l'incendio e lasciarlo consumare. Quasi il 75% dei pompieri dell'Hertfordshire furono coinvolti nella lotta contro l'incendio, con il sostegno di 16 altre brigate. L'intera operazione, che coinvolse altresì molte agenzie e servizi di emergenza, fu coordinata dal quartier generale dell'Hertfordshire Constabulary a Welwyn Garden City, a una certa distanza dall'incendio.

### Nuvola di fumo

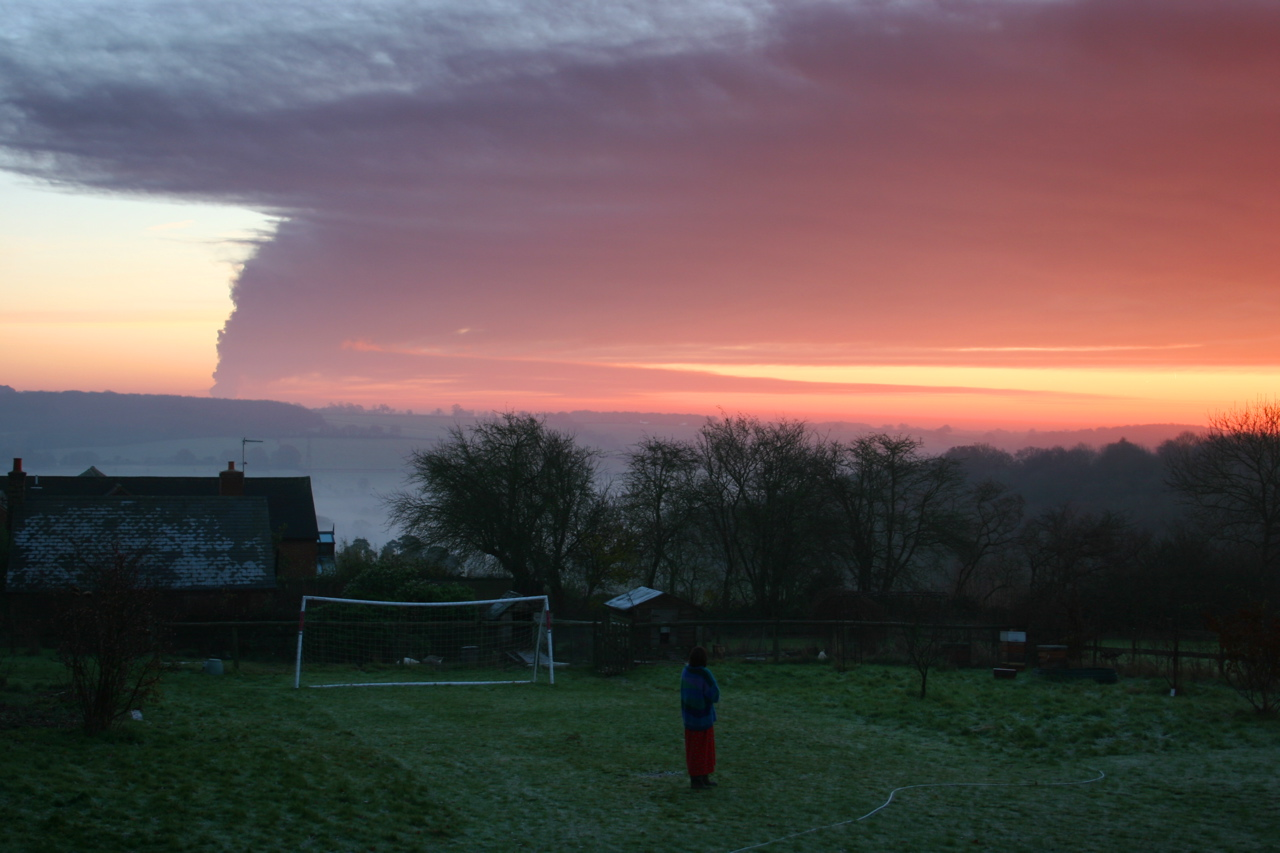
Il pennacchio di fumo visto da Dunsmore, Buckinghamshire, a circa 32 km di distanza

La nuvola di fumo nera è visibile dalle fotografie satellitari. Si spostò ad alta quota, a circa 2700 m, verso Reading e Swindon, e poteva essere visto da gran parte dell'Inghilterra sud-orientale.
Le piccole particelle nel fumo contenevano idrocarburi, potenzialmente irritanti ma di bassa tossicità, non causarono danni a lungo termine. L'Ufficio Meteorologico annunciò che il fumo nell'atmosfera avrebbe potuto essere trasportato della pioggia durante la notte dell'11 dicembre.
244 persone chiesero assistenza medica, principalmente il primo giorno dell'evento. Di questi 117 presentavano sintomi attribuibili all'incidente, fra questi 38 cittadini residenti. La quasi totalità di coloro che si presentarono negli ospedali proveniva dai servizi di soccorso e partecipava a controlli precauzionali. La maggioranza non presentava sintomi, ad eccezione di 63 operatori d'emergenza che soffrirono di disturbi respiratori, per la metà correlati a dolori alla gola.

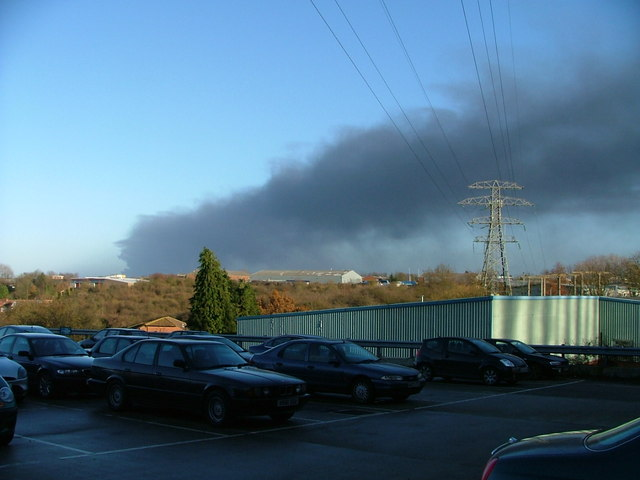
Il pennacchio di fumo visto da High Wycombe, Buckinghamshire

Per i primi due giorni di fuoco, per l'elevata energia termica, la nuvola ha continuato a fluttuare sulla zona; questo, insieme alle condizioni meteorologiche stabili, ha permesso al pennacchio di salire ad una grande altezza senza disperdersi. Quando l'incendio si ridusse di intensità, fu segnalato che la nuvola di fumo avrebbe potuto abbassarsi aumentando la sua concentrazione a livello del suolo. Per il 12 dicembre, si segnalò che la nube aveva raggiunto la Francia settentrionale e che era previsto arrivasse nel nord della Spagna entro il fine settimana.
Per indagare sulla nuvola di fumo fu impiegato un velivolo di ricerca del Facility for Airborne Atmospheric Measurements. Esso effettuò due voli il 12 e 13 dicembre. Nel primo volo il bordo del pennacchio fu seguito lungo la costa meridionale dell'Inghilterra. Le concentrazioni di monossido di carbonio, ossidi di azoto e ozono sono risultate basse, con particelle di fuliggine che sono il componente principale nella nuvola. Il secondo volo passò al centro del pennacchio per ottenere dati a supporto delle squadre di previsione e di emergenza.

## Reazioni e risposta

### Evacuazioni e chiusure

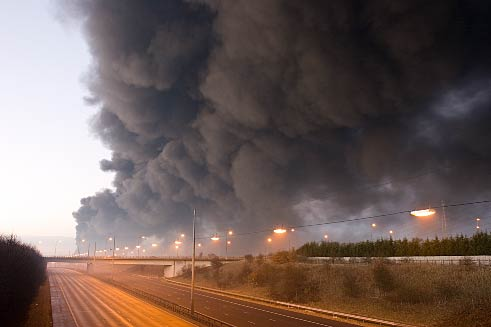
Fumo dall'esplosione, visibile da Hemel Hempstead, sopra l'autostrada M1.

Centinaia di case nell'area di Hemel Hempstead furono evacuate e circa 2.000 persone dovettero cercare una sistemazione alternativa; i servizi di emergenza chiesero ai residenti delle aree colpite dal fumo di chiudere le finestre e le porte e di rimanere all'interno.
Circa 227 scuole, biblioteche e altri edifici pubblici in Hertfordshire e Buckinghamshire rimasero chiuse il 12 e 13 dicembre per precauzione.
Settantotto scuole del distretto di Luton furono chiuse il 13 dicembre, con alcune scuole nel Bedfordshire, su consiglio dell'Agenzia per la protezione della salute dell'Hertfordshire, secondo cui tutte le scuole entro un raggio di 16 km di raggio dal sito dell'incidente dovevano rimanere chiuse per i possibili rischi che la nuvola di fumo poteva causare alla salute dei bambini. Le scuole riaprirono normalmente il 14 dicembre.

### Interruzione del trasporto
L'incidente avvenne vicino allo svincolo 8 dell'autostrada M1. L'autostrada fu chiusa tra gli incroci 12 e 6a, circa 29 km, poco dopo l'incidente. Anche altre strade nelle vicinanze, inclusa la breve autostrada M10, furono chiuse.
Alcune stazioni di servizio locali riferirono di lunghe code mentre stava montando il panico. Un portavoce del Dipartimento del Commercio e dell'Industria assicurò che l'incidente non avrebbe provocato carenza di benzina.
Il terminal forniva il 30% del carburante dell'aeroporto di Heathrow e a causa dell'evento, l'aeroporto dovette organizzare il razionamento del carburante. Alcuni voli a lungo raggio verso l'Australia, l'Estremo Oriente e il Sudafrica effettuarono una sosta intermedia a Stansted o in altri aeroporti europei per rifornimento, mentre agli operatori a corto raggio fu chiesto di rifornire i propri aerei per il viaggio di andata e ritorno prima di volare verso Heathrow. Ad alcuni velivoli era concesso solo il 40% del carburante che normalmente avrebbero caricato. La carenza di carburante continuò per mesi dopo l'esplosione.

### Interruzione dell'attività
Nell'area industriale di Maylands, gli edifici più colpiti furono la sede centrale di Northgate Information Solutions e l'edificio Fujifilm. Questi edifici furono così gravemente danneggiati da essere resi completamente inutilizzabili. La demolizione dell'edificio Fujifilm iniziò poco dopo, e nel giugno 2006 fu completamente abbattuto Sebbene gli edifici Northgate e Fujifilm fossero i più vicini all'esplosione, anche la Catherine House (a nord), l'edificio Keystone Distribution (a ovest), la 3Com Corporation e gli edifici RO (a sud) circostanti furono ampiamente danneggiati. Complessivamente, sei edifici furono demoliti e altri 30 richiesero significative riparazioni prima di poter essere rioccupati.
Il personale di diverse aziende fu impossibilitato nel raggiungere il posto di lavoro anche laddove i locali stessi erano stati in gran parte risparmiati dall'esplosione. Secondo le critiche della cittadinanza e dai rappresentanti locali, originariamente il deposito era stato costruito lontano da altri edifici, ma che la pressione edificativa avevano comportato la costruzione di case e locali commerciali sempre più vicino al deposito.

### Inquinamento delle acque sotterranee
Gran parte del carburante bruciò, per cui l'impatto sul suolo circostante e sulla falda acquifera fu limitato. Invece nel maggio 2006 fu rilevato perfluoroottano solfonato (PFOS) in una delle trivellazione vicine al sito di Buncefield. Per precauzione, un pozzo e una stazione di pompaggio vicini furono chiusi. Il PFOS era impiegato nella schiuma antincendio, ma essendo persistente, bioaccumulabile e tossico, il Regno Unito ne stava per vietare l'uso.

## L'inchiesta

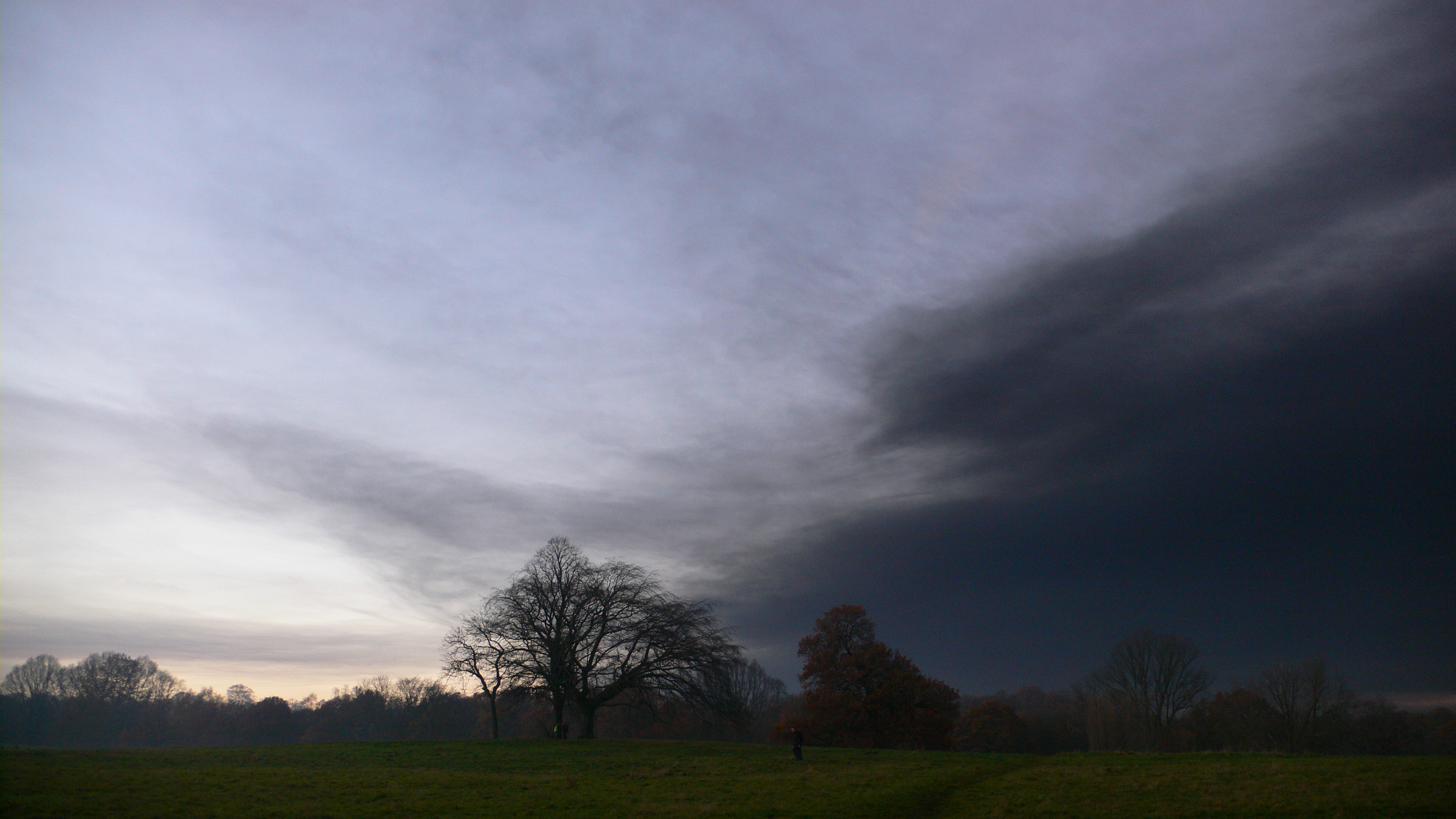
Fumo dal fuoco sopra Hampstead Heath, Londra

Fu avviata un'indagine governativa condotta congiuntamente da Health and Safety Executive (HSE) e da Environment Agency. La commissione comprendeva Tony Newton, barone Newton di Braintree ; Prof. Dougal Drysdale, un'autorità per la sicurezza antincendio e il dottor Peter Baxter, un esperto medico. Anche personale dell'Environment Agency e del personale HSE erano parte della commissione. L'obiettivo era di identificare le cause immediate dell'esplosione, lasciando la ricerca di responsabilità di eventuali carenze a successivi procedimenti giudiziari.
Nel primo rapporto del 21 febbraio 2006, il Major Incident Investigation Board sintetizzava l'evento e la reazione immediata dei servizi di emergenza. Nella seconda relazione sullo stato di avanzamento, pubblicata l'11   Aprile 2006, veniva valutato l'impatto ambientale.
Con la comunicazione del 9 maggio 2006 veniva presentata la sequenza di eventi che hanno causato l'esplosione. A partire dalle 19:00, la sera del 10 dicembre 2005, il serbatoio 912, verso nord-ovest del deposito principale, era pieno di benzina senza piombo proveniente dalla raffineria di Coryton. A mezzanotte il terminal fu chiuso e fu controllato il contenuto dei serbatoi senza segnalare alcuna anomalia. Normalmente gli indicatori monitorano il livello del carburante nel serbatoio mentre si sta riempiendo. Dalle 03:00 circa, l'indicatore di livello del serbatoio 912 cominciò a mostrare sempre lo stesso valore, anche se continuava ad essere caricato ad una portata di 550 metri cubi all'ora.
Secondo i calcoli, il serbatoio iniziò a traboccare alle 05:20 circa. Fu dimostrato che un interruttore di alto livello, che avrebbe dovuto segnalare che il serbatoio era pieno ed interrompere il carico, non intervenne. Il malfunzionamento dell'interruttore avrebbe dovuto innescare un allarme, ma anche questo non era operativo. Quarantuno minuti dopo, circa 300 tonnellate di benzina fluirono lungo il lato del serbatoio attraverso le aperture del tetto riversandosi sul terreno all'interno della vasca di contenimento in cemento e che circondava diversi serbatoi.
Un spandimento di questo tipo provoca la rapida formazione di una nuvola ricca di combustibile e vapore acqueo. Le registrazioni delle telecamere a circuito chiuso hanno mostrato la nube che fuoriesce da sopra parte della vasca di contenimento circa alle 05:38. Alle 05:50 la nube di vapori oltrepassò i confini del terminale, vicino all'incrocio tra Cherry Tree e Buncefield Lane. Intorno alle 05:50 la velocità con cui il carburante veniva pompato nel serbatoio aumentava notevolmente. Inizialmente il carburante veniva pompato a 550 metri cubi all'ora, ma aumentò a circa 890 metri cubi all'ora. Alle 06:01, quando si verificò la prima esplosione, la nube che inizialmente era alta circa 1 metro, si era alzata a 2 metri e si era diffuso oltre i recinti del sito.
L'entità del danno ha comportato l'impossibilità di determinare la sorgente esatta di innesco, ma le possibilità includono un generatore di emergenza e il sistema di pompaggio antincendio del deposito. Gli investigatori esclusero che la causa possa essere stata una autocisterna, come inizialmente ipotizzato, o un telefono cellulare.

## Le azioni legali

### Responsabilità civile

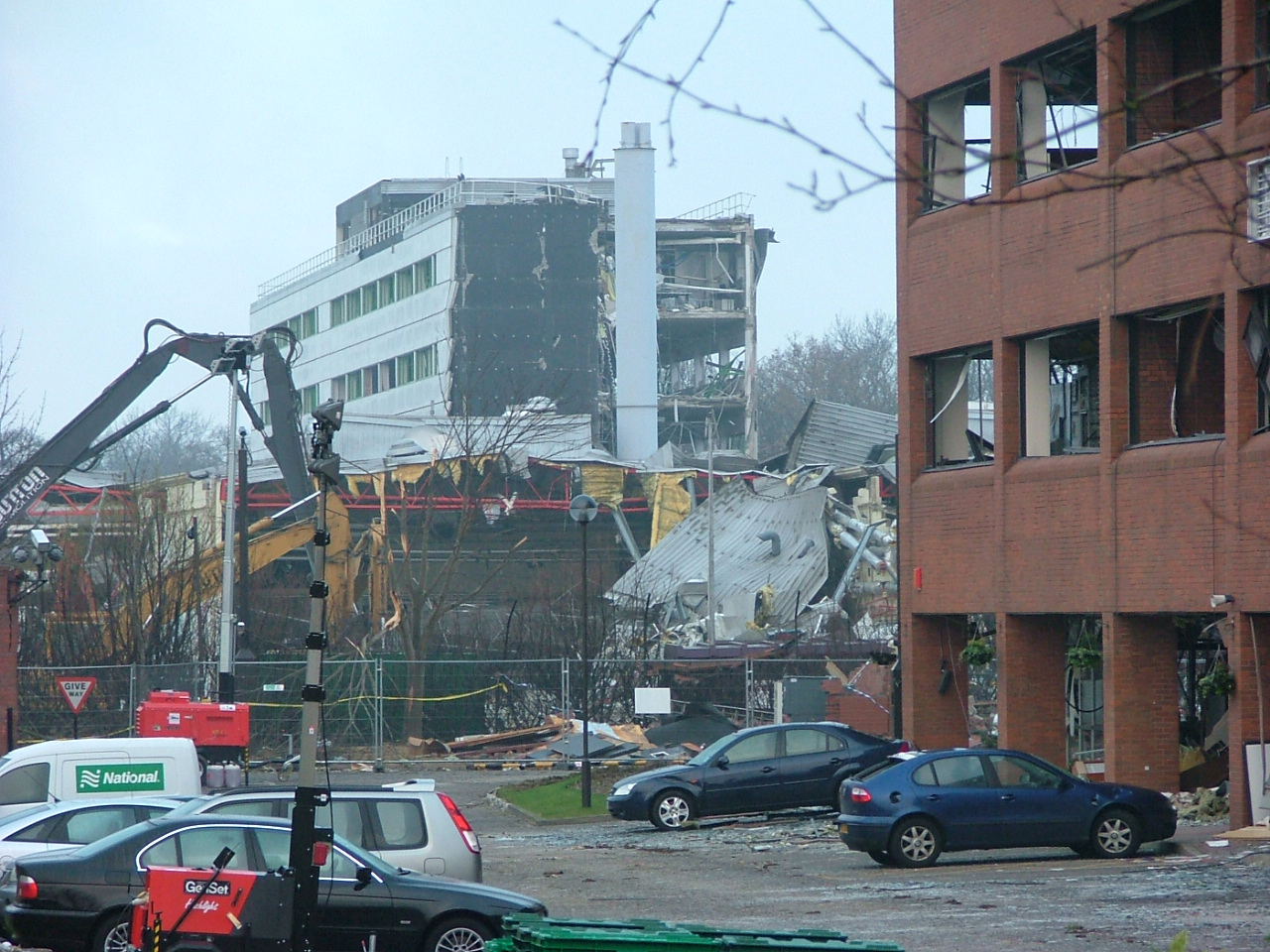
Il deposito di Buncefield si trova dietro l'edificio della Northgate (a destra di questa foto). Tutte le finestre dell'edificio sono state divelte.

Un totale di 2.700 richieste di risarcimento furono presentate da residenti, imprese e assicuratori. I richiedenti tra cui compagnie assicurative, piccole imprese e circa 280 famiglie hanno richiesto fino a £ 1  miliardo di danni.
Un primo processo si concluse il 23 maggio 2008 quando il giudice David Steel emise un giudizio dopo aver sentito che sia la Total che l'Hertfordshire Oil Storage Ltd (HOSL) avevano concordato che la causa fu la negligenza. Nel processo principale, Total UK affermò che il supervisore in turno all'epoca era responsabile per l'esplosione, ma rifiutò di ammettere la responsabilità civile o penale per l'incidente. La Total UK sostenne che non avrebbe dovuto essere ritenuta responsabile per danni poiché non poteva ragionevolmente prevedere che avrebbe causato una così vasta distruzione. Il 20 marzo 2009 l'Alta Corte decise che Total era responsabile dell'esplosione, affermando che era appurato che Total aveva il controllo delle operazioni di riempimento del serbatoio presso il deposito di Buncefield. La sentenza comportò per la compagnia la necessità di soddisfare richieste di risarcimento danni per circa £ 700 milioni.
Total impugnò la sentenza, ma l'appello fu respinto in un'audizione del 4 marzo 2010.

### Responsabilità penale
Il sito era sottoposto al Control of Major Accidents and Hazards Regulations (COMAH) sotto la giurisdizione congiuntamente delle autorità competenti Environment Agency e Health and Safety Executive. Queste hanno svolto l'indagine durante e dopo l'incendio.
Nell'aprile 2010 le cinque società coinvolte furono perseguite penalmente dall'Health and Safety Executive e dal Environment Agency. Total UK e British Pipeline Agency Limited si erano già dichiarati colpevoli dei reati ai sensi della legge sulla salute e la sicurezza sul lavoro. I restanti tre, Hertfordshire Oil Storage Ltd, TAV Engineering Ltd e Motherwell Control Systems sono stati giudicati colpevoli nel giugno 2010. TAV Engineering Ltd e Motherwell Control Systems sono stati giudicati colpevoli di non aver protetto i propri dipendenti. L'Hertfordshire Oil Storage Ltd è stata dichiarata colpevole di non essere riuscita a prevenire l'incidenti rilevante e di non averne limitato gli effetti, per poi dichiararsi colpevole dell'inquinamento delle acque sottostanti l'area circostante, contrariamente a quanto previsto dal Water Resources Act.
La condanna è avvenuta nel luglio 2010. Total UK è stata multata di £ 3,6 milioni, più £ 2,6 milioni di costi. L'Hertfordshire Oil Storage Limited è stata multata per £ 1,45 milioni e £ 1 milioni di costi. La British Pipeline Agency è stata multata di £ 300.000 più £ 480.000 di costi. Motherwell Control Systems e TAV Engineering sono state multate per £ 1.000 ciascuna.

## Le cause

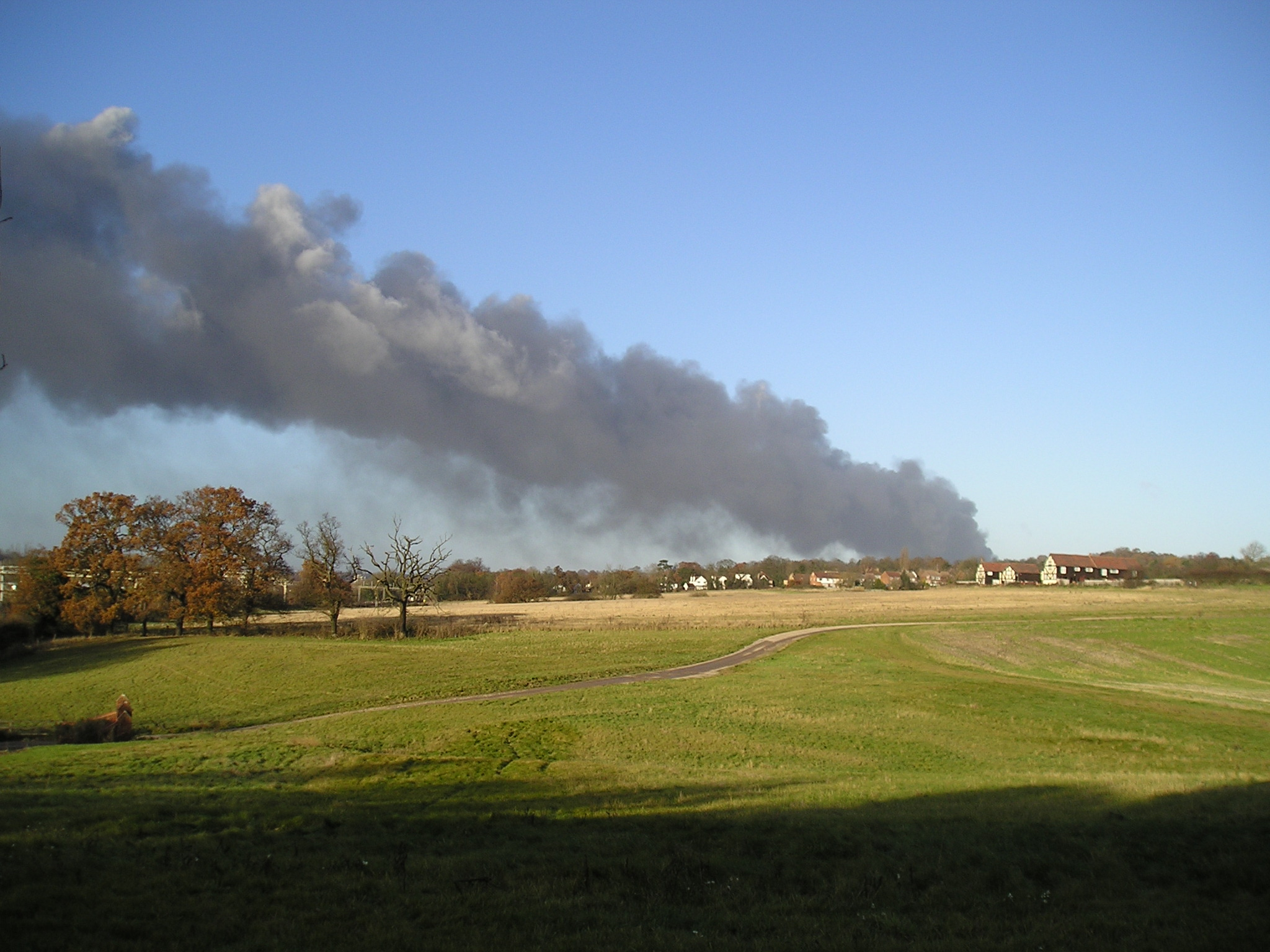
Il pennacchio di fumo di Hemel Hempstead lunedì 12 dicembre 2005.

Il rapporto finale del Major Incident Investigation Board (MIIB) è stato scritto nel 2008 e pubblicato nel febbraio 2011. L'inchiesta ha rivelato che la notte dell'evento, era in corso il carico di benzina nel serbatoio 912 presso il deposito. Il serbatoio aveva un indicatore di livello che i dipendenti usavano per monitorare manualmente il livello e un interruttore di alto livello indipendente che avrebbe dovuto interrompere il flusso se il livello avesse superato un determinato limite. Sul serbatoio 912, l'indicatore visivo era bloccato e l'allarme di livello indipendente non funzionava, il che significa che il serbatoio era in carico di benzina senza una chiara indicazione del livello raggiunto. Quando il serbatoio 912 si riempì completamente, la benzina traboccò attraverso le prese d'aria nella parte superiore, riversandosi a terra dove formò una nuvola di vapore, che innescò l'incendio ed e esplose. Il conseguente incendio durò cinque giorni.
L'indagine ha rilevato che l'indicatore di livello era mal funzionante fin dall'agosto 2005 senza che gli appaltatori di manutenzione o i gestire del sito se ne fossero mai occupati. L'interruttore di alto livello non funzionava perché era privo del lucchetto che avrebbe dovuto bloccare la maniglia utilizzata per fare i test di funzionamento. Il contenimento secondario che avrebbe dovuto intrappolare la benzina in una barriera di contenimento attorno al serbatoio non ha funzionato e ha permesso alla benzina di defluire. Anche il contenimento terziario (scarichi e aree di raccolta installati per prevenire il rilascio di sostanze chimiche fuoriuscite nell'ambiente) non hanno funzionato e il combustibile e la schiuma antincendio sono entrati nelle riserve di acque sotterranee. L'inchiesta ha rilevato che il contenimento secondario e terziario non era stato progettato in modo adeguato e non era stato mantenuto correttamente.
Significativi errori di gestione hanno contribuito all'esplosione: la gestione dei controlli di sicurezza nel sito erano risultati carenti e non sono stati eseguiti correttamente. Il personale del sito non aveva il controllo della portata e dei tempi di due delle tre condotte di ingresso, perciò non disponevano di informazioni sufficienti per gestire correttamente lo stoccaggio del carburante in entrata. Inoltre, il carico di lavoro complessivo era aumentato, riducendo ulteriormente i tempi di attesa e spostando l'enfasi sulle operazioni di processo anziché sulla sicurezza del processo.

## Successivi eventi
Subito dopo l'incidente, il mandato di fornire dati sulla qualità dell'aria è stato trasferito dalla Health Protection Agency all'Environment Agency che fa parte del Major Accident Investigation Board.

### Ricostruzione
La sezione BP del sito, che era relativamente lontana dall'esplosione e che subì pochi danni, non è più operativa dal 2009. BP sta valutando piani per l'uso futuro di questa parte del sito e ha indicato una serie di priorità, tra cui la riapertura dei gasdotti a Heathrow. Sta considerando di utilizzare la sua sezione per immagazzinare carburante per l'aviazione e come centro di distribuzione per il carburante, ma a un livello molto ridotto. Alla fine del 2009, Total UK ha presentato piani per la ricostruzione del deposito petrolifero. La ricostruzione del sito è in corso da marzo 2013.